# Raymond Rubicam
Raymond Rubicam (New York, 16 juin 1892 – Scottsdale, 8 mai 1978) a cofondé avec John Orr Young la société Young & Rubicam en 1923 à Philadelphie.